# Radlin Marcel
Radlin Marcel – kolejowa stacja towarowa w Radlinie, w powiecie wodzisławskim, województwie śląskim, w Polsce. Wykorzystywana jest przez KWK Marcel, Koksownię Radlin i Elektrociepłownie Marcel.

## Ruch pociągów
Obsługująca trzy duże zakłady przemysłowe w Radlinie stacja jest połączona poprzez niezelektryfikowaną linię kolejową nr 214 ze stacją Wodzisław Śląski (głównie jazdy w kierunku Czech) oraz poprzez częściowo zelektryfikowaną linią nr 216 ze stacją Rybnik Towarowy (jazdy w głąb Polski). Stacja obsługuje wyłącznie ruch towarowy głównie do Koksowni Radlin i Kopalni Marcel, a poprzez linię kolejową nr 214 i 215 również wewnętrzny ruch kopalniany pomiędzy Kopalnią Marcel i szybem KWK Marcel w Marklowicach.
W latach 1975–1997 nosiła nazwę Wodzisław Śląski - Marcel.